# The Sims 4: Кошки и собаки
The Sims 4: Кошки и Собаки (англ. The Sims 4: Cats & Dogs) — четвёртое дополнение к компьютерной игре The Sims 4. Выход игры состоялся 10 ноября 2017 года в США. Основная идея дополнения заключается в возможности заводить кошек и собак и дрессировать их. Помимо этого можно становиться ветеринаром.
Дополнение «Кошки и Собаки» в целом идентично аналогичным дополнениям к предыдущим играм The Sims — The Sims: Unleashed, «The Sims 2: Питомцы» и «The Sims 3: Питомцы» с основной разницей в том, что «Кошки и Собаки» добавляет только два вида животных. Разработчики объясняли своё решение исключить остальных животных желанием лучше проработать кошек и собак. Помимо прочего, дополнение вводит инновационные элементы, отсутствующие в предыдущих тематических дополнениях — наиболее проработанный редактор питомца, а также карьера ветеринара. Решение убрать будки было осознанным, так как разработчики расценивали это, как устаревшую традицию и жестокое обращение с питомцами.
Показанный трейлер перед выпуском продемонстрировал гей-свадьбу, что в итоге стало причиной одновременно восторга и гневной реакции разных интернет-пользователей. Дополнение стало самым популярным из всех предыдущих выпущенных и повысило на треть продажи базовой The Sims 4. Хотя отсутствие иных видов животных помимо кошек и собак не стало причиной массовых споров, данный факт послужил катализатором скандала, связанного с выпуском каталога «Мой первый питомец» через несколько месяцев после выпуска дополнения о питомцах, где были добавлены грызуны. Каталог нарекли «DLC для DLC», а интернет-пользователи, изучая содержимое каталога пришли к выводу, что его содержимое было изначально вырезано из дополнения «Кошки и Собаки».
Критики в основном благосклонно отнеслись к расширению о питомцах, похвалив его за проработанное поведение питомцев, а также такие новшества, как улучшенный редактор питомца и работа ветеринаром. Они указали на более совершенный ИИ животных в сравнении с таковыми из The Sims 3, а также, что дополнение в полной мере удовлетворит чаяния любителей питомцев. Тем не менее отсутствие других животных, кроме собак и кошек, а также невозможность управлять питомцами стало главным недостатком дополнения.

## Игровой процесс
Дополнение добавляет кошек и собак, которых наряду с персонажами можно создать в редакторе персонажа и сделать членами семьи, а также прибрежный городок Бриндлтон Бэй (англ. Brindleton Bay, рус. Бухта Бриндлетона), который напоминает портовый городок Новой Англии, окружённый с одной стороны заливом, с другой — густым лиственными лесами. Здания выполнены в викторианском и английском колониальном стиле. Город состоит из четырех районов: Соболья площадь, Верфь Вискермана, Бухта Кавалье, Остров Дедграсс. С дополнением были также добавлены киоски с едой, в одном из которых можно будет купить все виды рыбы.

Изображение собаки и её хозяйки

В режиме создания питомца доступны три возрастных этапа питомцев: котенок или щенок, взрослая особь и пожилая. Дополнительно можно задавать цвет, форму и расцветку меха для животных. Редактор позволяет в мельчайших подробностях изменять форму тела животного, его морду, хвост, цвет глаз и прочее. В игре действует ограничение на создание не более восьми членов семьи, к которым относятся собаки и кошки. Однако, игра не позволяет создавать семью из животных без людей. Есть и другие способы принять питомца в семью, например приютить бездомное животное, заказав соответствующую услугу по телефону. Питомец становится членом семьи и присутствует в списке симов, но не управляется игроком, — они живут сами по себе, но хозяин-сим может влиять на их жизнь. Игрок должен обеспечивать животных необходимыми благами (корм, когтеточка, игрушки и прочее), управляемый персонаж может воспитывать и дрессировать животных, что в будущем будет влиять на их поступки и поведение.
Питомцам доступны черты характера, от которых зависит их поведение. Однако хозяин может прививать питомцу правильное поведение, например справление нужды на улице, а также дрессировать, приучая к разным командам. Помимо отношений между хозяином и питомцем, есть отношения этого питомца с другими существами: другими людьми, другими питомцами или с теми питомцами, которые живут с ним вместе. Если отношения между собакой и псом или кошкой и котом очень хорошие, то по приказу хозяина они могут завести котят или щенков, соответственно.
Дополнение вводит управляемую карьеру ветеринара; сим может управлять собственной ветеринарной клиникой, осматривать и лечить животных. Также можно посетить клинику в качестве клиента, чтобы обследовать или вылечить своего питомца.
| Основной список расширений  | Описание |
| --------------------------- | --- |
| Главная тема дополнения     | Питомцы |
| Новый игровой мир           | Бриндлтон Бэй |
| Стиль нового игрового мира  | Северный портовый городок Новой Англии |
| Новый тип участка           | Ветеринарная клиника |
| Расширение геймплея         | Введение кошек и собак и связанные с ними взаимодействиями, дрессировка питомцев, лечение питомцев                                                               |
| Новые навыки                | Навык ветеринара, дрессировка |
| Новые интерактивные объекты | Робот-пылесос, объекты для питомцев, миска, домик для кота, игрушки для питомцев, поводок для прогулки, лоток для кошек, объекты для выполнения трюков питомцами |
| Новые карьеры               | Управляемая карьера ветеринара |
| Стиль мебели                | классика — американский пригород первой половины XX века |
| Новые объекты коллекции     | перья |
| Новый вид смерти            | смерть питомца от старости |
| Сверхъестественные элементы | питомцы-призраки |

## Разработка
Гранд Родиек, продюсер The Sims 4 заметил, что разработка дополнения велась долгое время, ещё до выхода дополнения «Жизнь в городе», так как уже тогда предполагалось, что тема животных будет самой востребованной, что обозначало и высокие ожидания со стороны игроков. Поэтому разработчики уделили особое внимание тому, чтобы тема домашних животных была идеально проработана. Например особый акцент было решено сделать на редакторе питомца, который позволяет безгранично создавать разные расцветки для животных. Помимо этого, работая над ИИ питомцев, разработчики стремились максимально достоверно передать связь и любовь между питомцем и его хозяином, отобразить «самые трогающие» моменты во взаимоотношениях человека и животного в том числе и за счёт не предсказуемого поведения домашнего питомца. Помимо этого другая ключевая особенность данного дополнения, наличие самой детальной кастомизации животных, когда либо созданной для тематического дополнения о животных к играм The Sims, позволяющая помимо создания всех возможных пород кошек и собак, с помощью палитры создавать рисунки на шерсти кошек и собак и рассчитанная на то, что игрок может проводить до нескольких часов за созданием питомца желаемой внешности.

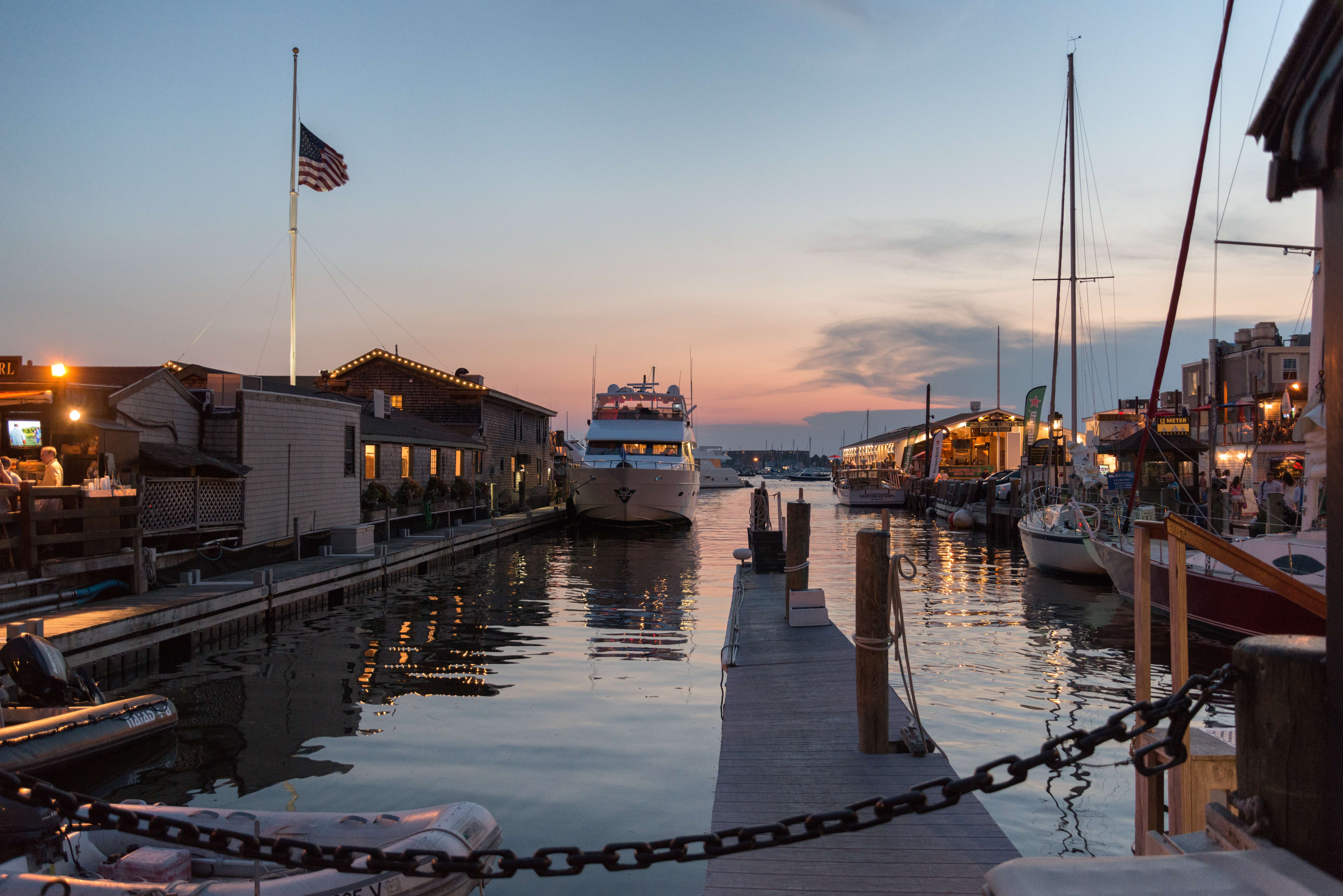
Бриндлтон Бэй Бей создавался по образу портовых городков Новой Англии

Одна из основных целей разработчиков в создании животных заключалась в проработке их правдоподобного и непредсказуемого характера. Так команда решила сделать особый акцент на разных чертах характера питомцев, которые должны были бы прямо влиять на их поведение, например возможность сделать животное шумным, бесстрашным или независимым например. При этом команда стремилась сохранить в характере животных элемент неожиданности, например бесстрашный кот может внезапно испугаться телевизора. Работая над животными, разработчики долгое время спорили, стоит ли делать животных управляемыми или нет, как это было в «The Sims 2: Питомцы», при этом разработчики ссылались на то, что и среди фанатов не было однозначного мнения по данному вопросу. Впоследствии были решено исключить возможность управлять питомцами, чтобы придать игровому процессу спонтанность, но при этом симы могут в некоторой степени влиять на поведение свои питомцев. «Кошки и собаки» — это первое дополнение о животных к игре серии The Sims, где отсутствуют будки для собак. SimGuruGrant, один из разработчиков объяснил решение не добавлять будки скорее этическим, в частности заметив на дворе 2017 год, а не 1950-й и что люди, оставляющие своих животных жить на улице — плохие хозяева. При этом дискуссии относительно буток велись и при создании дополнений о животных к предыдущим симуляторам, но их добавляли ради того, чтобы животные могли внутри них спариваться. Помимо прочего, разработчики исключили возможность жестокого обращения с животными, как это реализовано с детьми, а единственный способ смерти питомца — старение.
Данное дополнение отличается от своих предшественником отсутствием диких и мелких животных, Гранд Родиек ответил это тем, что разработчики хотели сосредоточиться прежде всего на разработке кошек и собак. При этом технически, это 5 разных видов; большие, маленькие собаки, кошки, щенки и котята. Для каждой категории приходилось создавать разные анимации, озвучивание и поведение, для подобных масштабных расширений также требовалось значительное обновление игрового движка The Sims 4, не обязательное для других дополнений. Для данного дополнения создавалось общей сложности больше тысячи анимаций, в сравнении с несколькими сотнями для других пакетов расширения к The Sims 4
Бриндлтон Бэй, игровой мир, создавался с учётом того, чтобы персонажи могли выгуливать своих питомцев на широких пространствах, для чего было решено выбрать тему прибрежного городка, вдохновением для которого послужили прибрежные населённые пункты на северо-востоке Америки с живописными пейзажами. Решение добавить в игру карьеру ветеринара появилось после восторженных отзывов после выхода игрового набора «В ресторане», а также в целом за счёт большой востребованности новых управляемых профессий среди многих игроков.

## Выпуск
Впервые намёки на будущее дополнение появились в ещё в январе 2017 года, когда моддеры стали находить в игре коды, упоминающие кошек, собак и лошадей, вместе с более поздними обновлениями упоминание лошадей исчезло. В мае того же года Дэннис Лай, разработчик-аниматор написал на своё профиле, что работал с августа 2016 года над «четвероногими» в The Sims 4. О возможном выходе дополнения о питомцах стало известно в июле 2017 года после утечки информации с чешского сайта игрового ритейлера film-game.
Официальный анонс и выпуск трейлера дополнения состоялся 17 августа 2017 года на игровой выставке Gamescom. Фанаты серии и новостные издательства к своему разочарованию заметили отсутствие лошадей в тематическом дополнении, которые были в аналогичном расширении о питомцах к The Sims 3, также на основе имеющейся информации, касательно разработки, было выяснено, что лошади изначально планировались к выпуску с дополнением, однако в процессе разработки от них отказались. В трейлере, впервые в истории франшизы The Sims была показана однополая мужская пара; Брант и Брент Хекинг (второй присутствует с котом на постере дополнения), а также их свадьба. Данная пара является одной из базовых семей городка Бриндлтон Бэй и второй базовой гей-парой во франшизе. Первая лесбийская пара появилась в загружаемом городке Рорин Хайдс для The Sims 3 в 2013 году. Данное событие не оставило равнодушными фанатов игры The Sims 4, часть игроков выразила восхищение тем, что «Maxis перестала стыдиться и умалчивать о наличии в игре нетрадиционных отношений, несмотря на то, что они всегда были доступны в The Sims, а это очень многое значит для представителей ЛГБТ». Другая же часть игроков наоборот отреагировала с гневом, назвав наличие гей-свадьбы в трейлере «аморальным, неуместным и неприемлемым для детей». Наличие гей-пары привлекло внимание Алексея Живова, консервативного общественного деятеля и организатора первого Русского марша, который заметил, что детей недопустимо подпускать к игре.
Выход дополнения состоялся 10 ноября 2017 года. Electronic Arts в честь данного события решила принять участие в благотворительной акции совместно с «Сообществом по предотвращению жестокого отношения к животным», пожертвовав 20,000 долларов для борьбы с проявлениями жестокости по отношению к животным. Дополнение заняло 19 место в списке бестселлеров для ПК в США по данным World of Gamers, 25 место в 2018 году и 87 место в 2019 году. В 2020 году, дополнение поднялось в списке чартов со 31 места. 31 июля 2018 года выход расширения состоялся для игровых приставок PlayStation 4 и Xbox One.

### Споры вокруг каталога «Мой первый питомец»
Хотя наличие лишь двух видов животных в дополнении «Кошки и собаки» в сравнении с дополнениями к предыдущим играм серии The Sims не стало причиной массовых волнений среди фанатской аудитории, данный факт послужил катализатором вспыхнувшего конфликта вокруг выпуска каталога к The Sims 4 — «Мой первый питомец», предлагающий коллекцию вещей для питомцев и новых домашних животных — грызунов. При этом большинство содержимого каталога не доступно тем игрокам, у которых не установлено дополнение «Кошки и собаки». Фанаты были возмущены каталогом, назвав его «DLC для DLC», сочтя справедливым, что его содержимое должно было бы стать частью дополнения о питомцах, учитывая, что грызунов и птиц ранее добавляли в дополнения о животных к предыдущим играм The Sims, но которых исключили из дополнения «Кошки и собаки». Помимо прочего споры вызвала и сама коллекция предметов, одежда для питомцев — это в основном перекраски одежды из дополнения «Кошек и собак», а представленная мебель выдержана явно в одинаковом стиле с мебелью из «Кошек и собак», намекая на то, что часть объектов, предназначенных для дополнения «Кошки и собаки», на этапе разработке исключили для добавления их в составе каталога «Мой первый питомец». Результатом также стало количество дизлайков, поставленных под трейлером каталога, чьё количество почти достигло количество лайков.

## Музыка

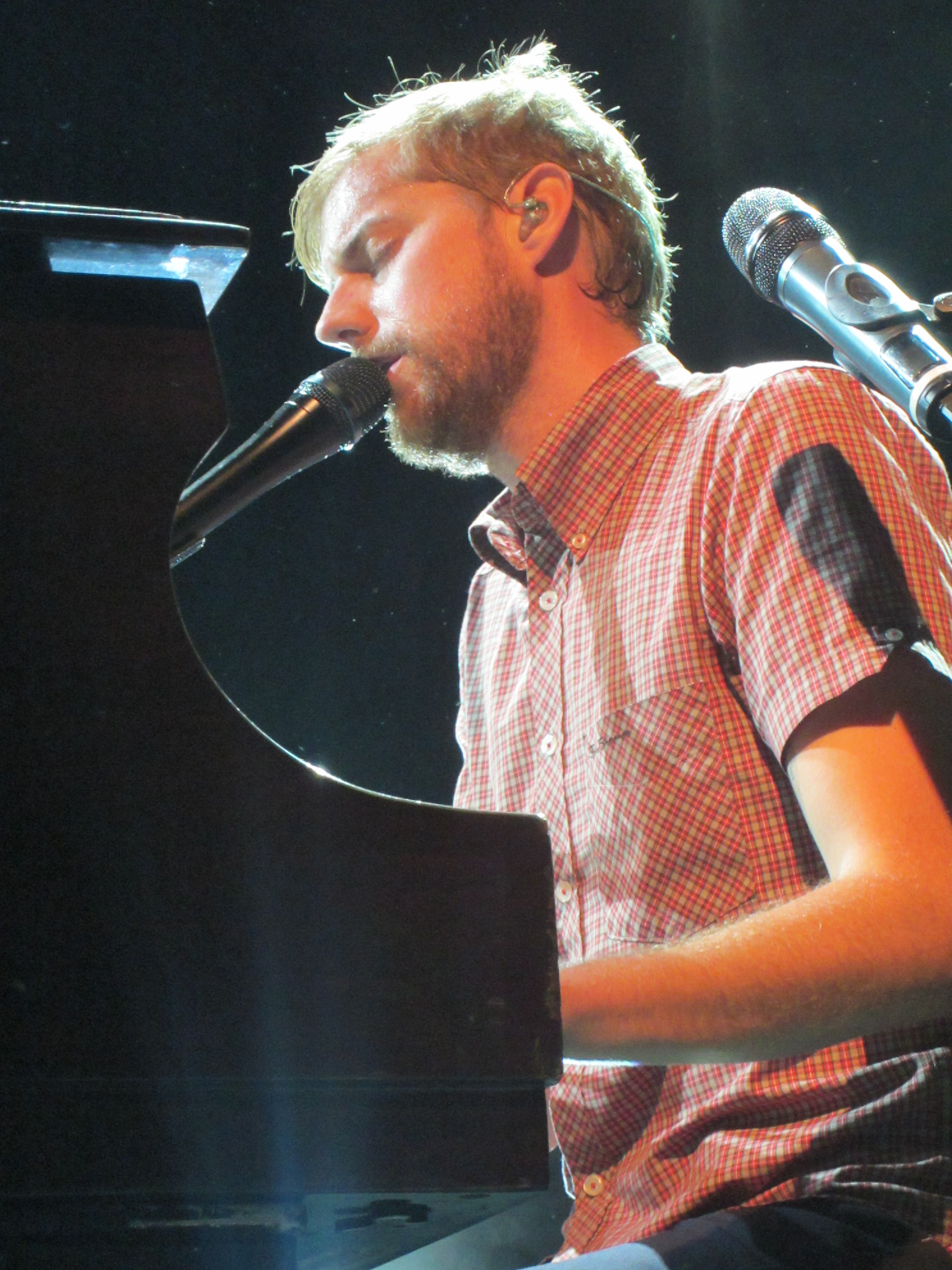
Свою музыку на симлише записал американский певец Эндрю Макхэхон

Следуя традициям, вместе с данным дополнением были добавлены перезаписанными на симлише синглы. Например, свои клипы записывали Эндрю Макхэхон, Грейс Вандервол и другие американские музыканты. Представители американской поп группы Saving Forever, записывая свой клип Always In My Mind на симлише, заметили, что всегда были фанатами игр The Sims. Также вместе с дополнением был добавлен музыкальный канал бардовской музыки.
Композитором музыкального сопровождения в режиме городка/создания персонажа/строительства выступает Илан Эшкери. Работая над композициями, он вдохновлялся собственными животными. В одном из музыкальных треков присутствует лай собаки.
| №   | Название                   | Автор(ы)        | жанр/звучит вː     | Длительность |
| --- | -------------------------- | --------------- | ------------------ | ------------ |
| 1.  | «Walking in My Sleep»      | Эндрю Макхэхон  | Альтернативный рок | 3:47         |
| 2.  | «The Key Is Under The Mat» | Крис Бейо       | Альтернативный рок | 2:08         |
| 3.  | «Mistake»                  | Middle Kids     | Альтернативный рок | 3:33         |
| 4.  | «Moonlight»                | Грейс Вандервол | Поп-музыка         | 2:51         |
| 5.  | «All We Ever Wanted»       | Hey Violet      | Поп-музыка         | 2:46         |
| 6.  | «Woosah»                   | Josephina       | Поп-музыка         | 3:10         |
| 7.  | «Famous»                   | Кэйлин Руссо    | Поп-музыка         | 3:08         |
| 8.  | «Always In My Mind»        | Saving Forever  | Поп-музыка         | 3:41         |
| 9.  | «On My Side»               | Gordi           | Бард               | 4:31         |
| 10. | «Something American»       | Джейд Бёрд      | Бард               | 2:69         |
| 11. | «Cosmic Sign»              | Вэн Уиллиам     | Бард               | 2:45         |
| 12. | «Cheer Up Free Your Mind»  | Дженни О        | Бард               | 4:19         |
| 13. | «Zoe Bwoozip»              | The Shoaks      | Бард               | 3:44         |

## Восприятие
| Сводный рейтинг      | Сводный рейтинг |
| Агрегатор            | Оценка          |
| -------------------- | --------------- |
| GameRankings         | 82,50 %         |
| Metacritic           | 80/100          |
| Иноязычные издания   |                 |
| Издание              | Оценка          |
| Twinfinite           | [ 42 ]          |
| Hardcore Gamer       | [ 43 ]          |
| GamingTrend          | 80 %            |
| Hobby Consolas       | 80 %            |
| Digitally Downloaded | [ 46 ]          |
| SpazioGames          | 80 %            |
| App Trigger          | 7/10            |

По версии сайта агрегатора Metacritic, дополнение получила 80 баллов из 100, отзывы критиков были положительными. Данное дополнение также стало самым популярным из четырёх ранее выпущенных, также существенно повысив на 35% продажи базовой игры The Sims 4. По версии сайта PC Gamer, дополнение заняло третье место в списке лучших расширений к The Sims 4 на 2017 год, этот же сайт поместил дополнение на седьмое место в списке лучших игр о собаках. По состоянию на 2020 год, дополнения заняло пятое место в рейтинге лучших дополнений The Sims 4 по версии критиков. Рецензенты пришли к выводу, что несмотря на ряд оригинальных нововведений, таких, как например лучшая кастомизация животных или карьера ветеринара, «Кошки и собаки» стала серьёзным шагом назад в сравнении с предыдущими дополнениями о питомцах к The Sims 2 и The Sims 3, решив исключить иные виды животных кроме собак и кошек.
Критики в целом заметили, что несмотря на довольную старость темы животных во франшизе The Sims, очередное дополнение в полной мере удовлетворит чаяния любителей виртуальных питомцев благодаря обширным возможностям взаимодействия с питомцами, усовершенствованной и крайне подробной кастомизации животных, новым, обширным и красивым игровым миром, а также внедрению инновационного элемента в виде управляемой карьеры ветеринара.
Критик сайта Digitally Download заметил, что тематическое расширение о питомцах к The Sims занимает особое место в сердцах многих игроков, для которых это фактически единственный способ развлекаться с виртуальными питомцами, особенно если у них такой возможности нет в реальной жизни Николь Карпентер из Dotespots заметила, что животные в данном дополнении ведут себя более реалистично, чем в The Sims 3, при этом по её мнению данное дополнение лучше всего понимает любителей животных, в частности делает питомцев непредсказуемыми, со своими причудами и личностными качествами. Животные несомненно скрасят повседневную жизнь персонажа, а уход за животным и его воспитания будет приносить свои плоды. Спенсер Рутледж из Hardcore gamer также заметил, что данное дополнение предоставляет самый совершенный режим создания питомца из предыдущих тематических дополнений к предыдущим The Sims, и в целом идеально подойдёт для любителей животных, а уход и воспитание питомца не такая простая вещь, как кажется со стороны, персонаж должен быть готов к внезапным происшествиям, спровоцированными питомцами, а его общение с животным и воспитание окажут сильное воздействие на дальнейшее поведение животного. Город Бриндлтон Бэй создаёт по мнению критика идеальную обстановку для персонажей, которые хотят познакомиться с «новыми пушистыми друзьями». Ямилия Авендано из Twinfinite заметила, что хотя тема дополнения с питомцами к играм серии The Sims уже старая, данное дополнение приносит и новшества в виде красивого и обширного городка с пляжем, о котором фанаты The Sims 4 долгое время мечтали и скорее всего выберут Бриндлтон Бэй основным местом для жизни своих симов. Также критик заметила, что новая возможность работать ветеринаром выводит игровой процесс симулятора, в частности ведения бизнеса на новый уровень. Ямилия в целом заметила, что добавление домашних животных — это прежде всего возможность симуляции множества новых сценариев,.
Вашим симам больше не придётся страдать от полного одиночества, если они не хотят иметь соседей. Они могут просто купить кучу кошек и сойти с ума. Вы можете стать собаководом, продающим выведенных щенков. Может быть даже обустроить пост-апокалиптический дом, который охраняют собаки динго? Или, знаете, вы можете прямо сейчас сделать обыкновенную семью с собакой и кошкойЯмилия Авендано, критик сайта Twinfinite
Среди основных недостатков, критик Hardcore gamer заметил, что иногда животные начинают бояться «всего в подряд», из-за чего приходится менять обстановку в доме.
Более сдержанный отзыв оставил Райан Маскелл из Apptrigger, заметив, что дополнение, в котором отсутствуют лошади и мелкие животные выглядит неполным, а работа ветеринаром быстро становится неинтересной из-за повторяющихся однообразных действий. Тем не менее данную пустоту восполняет мощный редактор питомца, позволяющий создавать целые рисунки на теле животного. красивый городок и большее разнообразие взаимодействий питомцев с симами и окружающим миром. Критик сайта The Xbox Hub дал отрицательную оценку игре, заметив, что даже при том, что ИИ животных проработан качественно, критика не покидало чувство разочарования, что он «не сможет управлять кошкой и устраивать хаос в окрестностях», как это было в аналогичном дополнении к The Sims 3. Также критик заметил, что само дополнение никак не расширяет базовый геймплей симулятора, не связанного с животными, если не учитывать добавление достаточно базового, но очень красивого городка. В итоге «Кошки и Собаки» выглядит пустым даже на фоне других расширений The Sims 4, тем не менее рецензент оценил введение карьеры ветеринара.